# Монте-Писсис
Монте-Писсис (исп. Monte Pissis)  — потухший вулкан в провинции Ла-Риоха, Аргентина, находится примерно в 550 км к северу от Аконкагуа.
Благодаря своему расположению близ пустыни Атакама вершина вулкана не имеет постоянного снежного покрова.
Была названа в 1885 году в честь Педро Хосе Амадео Писа, французского геолога, который работал на чилийское правительство.
Первое восхождение на вершину горы было осуществлено польскими альпинистами Стефаном Осецким и Яном Щепанским 7 февраля 1937 года.